# عنقب (العدين)

تعديل مصدري - تعديل

عنقب هي إحدى قرى عزلة بني هات بمديرية العدين التابعة لمحافظة إب، بلغ تعداد سكانها 922 نسمة حسب تعداد اليمن لعام 2004.